# Rhizophora racemosa
A Rhizophora racemosa, também conhecida como mangue vermelho, é uma espécie pertencente à família das Rhizophoraceae e ao gênero Rhizophora. Possui raízes caulinares, tipo "escora". Difere da Rhizophora mangle e da R. harrisonii nas inflorescências. Apresenta flores e botões maduros localizados entre os 7-9 nós a partir do ápice; grupos de 3-8 inflorescências, bracteolas denteadas.
[carece de fontes?]
[carece de fontes?]
Alguns autores sugerem que a R. harrisonii seja um híbrido entre a R. racemosa e a R. mangle. Entretanto, estudos genéticos realizados com sequências de genes ribossômicos demonstram que as três são espécies distintas. [carece de fontes?]
[carece de fontes?]
[carece de fontes?]